# 자다르 전투
자다르 전투(크로아티아어: Bitka za Zadar)는 크로아티아 독립 전쟁 당시 1991년 9월 하반기부터 10월 초까지 크로아티아 자다르시 북쪽과 동쪽에서 크로아티아 세르브인 크라이나 세르브인 자치주 (SAO 크라이나)의 지원을 받는 유고슬라비아 인민군 (JNA)과 크로아티아 경찰의 지원을 받는 크로아티아 국가방위군 (ZNG) 사이에 벌어진 전투이다. JNA의 초기 명령은 자다르시의 JNA 막사에 대한 크로아티아의 포위를 해제하고 달마티아 지역을 크로아티아 나머지 지역으로부터 고립시키는 것이었으나, 전투 중에 도시 중심부에 있는 자다르항을 점령하는 것으로 명령이 수정되었다. JNA의 진격은 유고슬라비아 공군과 유고슬라비아 해군의 지원을 받았다.
전투는 10월 5일에 정전 협정이 체결되면서 중단되었는데, 이때 JNA는 자다르 외곽에 도달하여 도시로 향하는 모든 육로를 차단했다. 이어진 협상 결과 JNA의 부분 철수가 이루어져 아드리아 고속도로를 통한 자다르 도로 접근이 복원되고 도시에 있던 JNA 시설이 철수되었다. JNA는 일부 목표를 달성했다. 마슬레니차 다리(크로아티아 수도 자그레브와 자다르를 잇는 마지막 육로)를 차단했지만, 파그섬을 경유하는 도로(연락선 이용)는 여전히 개방되어 있었다. JNA 자다르 주둔군은 협상 결과 철수했지만, ZNG는 도시에 있던 비교적 작은 JNA 초소 여러 곳을 점령했다. 항구는 유고슬라비아 해군에게 봉쇄되었음에도 JNA이 점령하지 않았다.
9월~10월 전투로 자다르에서는 포격으로 민간인 34명이 사망했다. 크로아티아는 나중에 공세에 참여한 JNA 장교 19명을 민간인에 대한 전쟁 범죄로 기소했으며, 이들은 궐석재판으로 유죄 판결을 받고 투옥되었다.

## 배경
1990년 크로아티아 사회주의 공화국 정부의 선거 패배 이후 크로아트인과 크로아티아 세르브인 사이의 민족 갈등이 심화되었고, 유고슬라비아 인민군 (JNA)은 저항을 최소화하기 위해 크로아티아의 영토방위군 (TO) 무기를 압수했다. 8월 17일, 통나무 혁명이 크로아티아 세르브인들 사이에서 터져 나왔는데, 이는 크닌 근처의 세르브인 인구가 압도적인 달마티아 내륙 지역과 리카, 코르둔, 바노비나, 슬라보니아 일부 지역을 중심으로 일어났다.
세르비아(몬테네그로와 세르비아의 보이보디나, 코소보 메토히야 자치주의 지원을 받음)가 1991년 1월 크로아티아 보안군을 무장 해제하기 위한 JNA 작전에 대한 유고슬라비아 대통령직의 승인을 얻기 위해 두 번의 실패한 시도와 3월 세르브인 분란전 세력과 크로아티아 특수 경찰 간의 피 없는 충돌 이후, JNA(세르비아와 그 동맹국의 지원을 받음)는 연방 대통령직에 전쟁 권한을 부여하고 비상사태를 선포해 줄 것을 요청했다. 이 요청은 3월 15일 거부되었고, JNA는 세르비아 대통령 슬로보단 밀로셰비치의 통제하에 들어왔다. 밀로셰비치는 유고슬라비아 보존보다는 세르비아 확장을 선호하여 JNA를 세르비아군으로 대체하겠다고 위협했고, 더 이상 연방 대통령직의 권위를 인정하지 않는다고 선언했다. 이 위협은 JNA가 점차 유고슬라비아 보존 계획을 세르비아 확장으로 대체하도록 만들었다. 3월 말까지 플리트비체 호수 사건에서 첫 사망자가 발생한 후 갈등이 격화되었다. JNA는 반군을 지원하고 크로아티아 경찰이 개입하는 것을 막았다. 4월 초, 크로아티아의 세르브인 반군 지도자들은 자신들의 통제하에 있는 지역을 세르비아와 통합하겠다는 의사를 밝혔다. 이는 크로아티아 정부에 의해 크로아티아로부터 분리하려는 의도로 간주되었다.
1991년 초, 크로아티아는 정규군이 없었다. 국방력 강화를 위해 경찰 인력을 약 20,000명으로 두 배 늘렸다. 병력 중 가장 효과적인 부분은 군사 구조를 가진 12개 대대로 배치된 3,000명 규모의 특수 경찰이었다. 추가로 9,000~10,000명의 지역 조직 예비 경찰은 16개 대대와 10개 독립 중대로 편성되었다. 대부분은 소화기로 무장했지만, 일부 병력은 비무장이었다. 5월에 크로아티아 정부는 크로아티아 국가방위군 (Zbor narodne garde, 또는 ZNG)을 창설하여 대응했지만, 9월에 도입된 유엔 (UN) 무기 금수 조치로 인해 그 발전이 저해되었다.

## 전조
4월과 5월 초, 자다르와 북부 달마티아에서 통신, 전력망 및 기타 재산을 표적으로 하는 사보타주 활동이 증가한 후 민족 갈등이 고조되었다. 5월 2일, 보로보셀로에서 크로아티아 경찰이 살해되고 프랑코 리시차(크로아티아 특수 경찰 대원)가 폴라차 마을(자다르 근처)에서 크라이나 세르브인 자치주 (SAO 크라이나) 군대에게 살해된 후 상황은 계속 악화되었다. 이 소식은 같은 날 자다르 폭동을 촉발시켰고, 군중은 시내를 행진하며 크로아티아 세르브인들에 맞설 무기를 요구하고 세르비아 기업과 도시에 사는 세르브인 소유 상점의 창문을 깨부쉈다. 5월 7일 밤과 8일 밤 사이에 크닌에 있는 크로아트인 소유 사업체들이 보복으로 파괴되었다. JNA는 5월 19일 근처 벤코바츠에서 발생한 사건에 적극적으로 개입하여, 즉결 처형 대상 크로아트인 41명의 이름이 적힌 전단을 배포하고 해당 지역의 SAO 크라이나군에 무기를 제공했다. 5월 말에는 갈등이 점차 박격포 사격으로 확대되었다.
6월 말부터 7월까지 북달마티아에서는 매일 무장 충돌이 있었지만 실제 전투는 없었다. 그럼에도 불구하고 이 지역(및 크로아티아 다른 지역)에서 분쟁의 강도가 증가함에 따라 자다르 주민들은 방공호를 건설했다. SAO 크라이나 정부는 7월 11일(자다르 지역에서 크로아티아 경찰 순찰대원이 사망한 다음 날) 자다르 내륙 지역에 TO 부대 3개 부대를 소집했으며, 7월 말에는 JNA 제9(크닌) 군단이 벤코바츠에서 세르비아인 인구를 징집하여 병력을 강화하기 시작했다. 8월 1일, 크로아티아는 ZNG 제4근위여단의 두 대대를 크루셰보(오브로바츠 근처)에 배치했으며, 이들은 이틀 후 SAO 크라이나 TO 및 경찰 병력과 전투에 참여했는데, 이는 이 지역에서 크로아티아 독립 전쟁의 첫 교전이었다. SAO 크라이나의 증대되는 욕망은 8월 중순에 그 지도자 중 한 명인 밀란 마르티치가 자다르 정복 계획에 대해 언급하면서 발표되었다. 그 달 말, JNA는 공개적으로 SAO 크라이나 편을 들었다. 8월 26일, 제9(크닌) 군단 병력과 포병(군단 참모장 대령 라트코 믈라디치가 지휘)은 키예보 마을을 공격하여 SAO 크라이나 병력과 함께 진격하여 마을의 모든 크로아트인을 추방했다. 크로아티아에게 또 다른 지역적 좌절은 9월 11일 JNA의 마슬레니차 다리 점령으로, 달마티아와 크로아티아의 나머지 지역을 잇는 마지막 육로가 끊겼다.
9월 14일, ZNG와 크로아티아 경찰은 접근 가능한 모든 JNA 시설을 봉쇄하고 공공시설 공급을 중단하여 막사 전투가 시작되었다. 이 조치는 크로아티아에 있는 33개의 대규모 JNA 주둔지와 국경 초소, 무기 및 탄약 저장소를 포함한 여러 소규모 시설에 영향을 미쳐 JNA가 크로아티아 전역 계획을 변경할 수밖에 없게 만들었다.

## 전개

### 9월
계획된 JNA 작전에는 제9(크닌) 군단의 자다르 지역 진격이 포함되었다. 이 군단은 9월 16일 ZNG에 대한 작전을 시작했다. 완전히 동원되어 배치 준비가 된 상태였으며, 달마티아를 크로아티아의 나머지 지역으로부터 고립시키는 임무를 맡았다. 이를 달성하기 위해 이 부대는 보디체를 향한 주축과 자다르, 드르니시, 신를 향한 지원 진격으로 전진했다. 초기 공세는 자다르, 시베니크, 스플리트 공격에 유리한 조건을 조성하는 것을 목표로 했다. JNA 제221 기계화여단의 대부분은 군단 예비대에서 온 M-84 전차 대대로 제2차 세계 대전 시대의 T-34 전차 대대가 교체되었고, 주 공격 축에 투입되었으며 SAO 크라이나 TO의 부대의 지원을 받았다. 비오그라드나모루를 향한 보조 진격은 제180 기계화여단(제221 여단에서 분리된 T-34 대대의 지원을 받음), 제557 혼성대전차포병연대, SAO 크라이나 TO 병력에게 할당되었다. 제221여단의 추가 병력은 주축에서 분리되어 신과 드르니시 지역의 JNA 주둔지에 대한 ZNG 봉쇄를 해제하는 임무를 맡았다. 전체 공세는 제9 혼성포병연대와 제9 군사경찰대대의 지원을 받았다. 초기에는 보조적인 역할이었음에도 불구하고 3,000명 규모의 제180 여단은 자다르에 대한 주요 공격 부대가 되었다. 이 도시는 제4근위여단, 제112보병여단, ZNG의 독립 벤코바츠–스탄코브치 및 슈카브르냐 대대, 경찰의 병력으로 방어되었다. JNA는 크로아티아군의 병력을 약 4,500명으로 추정했지만, 크로아티아 부대는 무장이 열악했다. 도시 방어는 제6(스플리트) 작전 구역의 자다르 구역 사령관인 대령 요시프 툴리치치가 지휘했다.
공세는 9월 16일 16시에 시작되었다. 이틀째, JNA 제9(크닌) 군단 사령관인 소령 블라디미르 부코비치는 ZNG와 크로아티아 경찰(주민 밀집 지역과 지형적 특징을 이용하여 JNA를 저지)의 상당한 저항으로 인해 초기 계획을 수정했다. 부코비치의 변경 사항은 병력의 일부를 드르니시와 신 공격으로 전환하고 나머지 공격 병력을 휴식시키는 방향이었다. 이러한 명령은 9월 18일 JNA 군사-해상지구 사령관인 부제독 밀레 칸디치가 확인했다. 유고슬라비아 해군은 9월 17일부터 크로아티아 아드리아해 연안을 봉쇄하기 시작하며 자다르를 더욱 고립시켰고, 도시의 전력 공급은 JNA 공격 첫날에 끊겼다. ZNG는 9월 18일 폴라차에서 슈카브르냐 방향으로 밀려났다. 크로아티아군은 자다르에 있는 7개의 JNA 시설을 점령했으며, 이 중 가장 중요한 것은 투르스케 쿠체 막사와 보급창이었다. 이 점령으로 ZNG는 약 2,500정의 소총, 100정의 M-53 기관총과 탄약을 확보했다. 비록 유고슬라비아 공군이 9월 22일 무기 제거를 방해하려다 실패했지만 막사를 폭격했다. 노획된 무기는 크로아티아의 방어를 강화했지만, 도시 북쪽의 JNA 공격은 교착 상태를 초래했다. 크로아티아군은 도시를 방어하고 남아있는 막사를 점령하기에는 병력이 너무 분산되었고, 포위된 JNA 주둔군은 돌파하기에는 너무 약했다.
이후 자다르 지역의 전투는 이달 말까지 소강상태에 접어들었고, 간헐적인 소총 사격과 사소한 교전만 있었다. 그 기간 동안 JNA의 노력은 시베니크 전투와 신 방면 진격에 집중되었다. ZNG는 시베니크와 신을 방어했지만 드르니시를 잃었고, 9월 23일 JNA가 도착하기 전에 드르니시를 포기했다. 9월 마지막 주 동안 JNA는 자다르에 다시 초점을 맞추어 도시에 대한 포격을 강화하고 9월 23일 해군 봉쇄를 해제했다. 9월 29일 JNA는 불리치, 리샤네 오스트로비치케, 부크시치 마을을 점령하며 자다르에 접근했으며, 자다르 막사(탈영병의 영향을 받음)를 철수할 의사를 발표했다.

### 10월
10월 2일, 전투는 다시 격렬해졌다. 나딘에 대한 JNA 전차 및 보병 공격(자다르 지역 ZNG 저항선의 최북단 지점)이 격퇴되었다. 10월 3일, 유고슬라비아 해군은 아드리아 해 봉쇄를 재개했다. 같은 날, JNA 제9(크닌) 군단은 자다르 JNA 막사를 구원하고 ZNG를 파괴(또는 도시에서 몰아내고) 도시 중심부의 자다르 항구를 점령하기 위해 자다르로 새로운 공세를 명령했다. 공격 병력은 제592기계화여단 제1대대의 지원으로 증강되었다. 공세는 10월 4일 13시에 시작되었으며, 포병, 해군 및 공군 지원을 받았다. 도시 내 포위된 JNA 주둔군 중 세푸리네 막사 주둔군을 제외하고는 박격포 및 저격수 지원도 제공했다. 세푸리네에 주둔한 유고슬라비아 방공군 제271 경포병연대와 제60 중자주미사일연대는 크로아티아 포위망을 돌파하고 진격하는 JNA 부대에 합류했다. ZNG와 경찰이 도시를 방어하고 많은 사상자를 냈음에도 10월 4~5일 밤까지 자다르는 JNA에 포위되었고, 이는 크로아티아 당국이 정전 및 협상을 요청하게 만들었다.
정전은 10월 5일 16시에 합의되었으며, 두 시간 후 발효될 예정이었다. 협상은 다음 날 09시에 시작될 예정이었다. 그러나 전투는 계속되었고, JNA는 크로아티아의 총동원령을 취소 이유로 들며 원래 계획대로 협상이 이루어지지 않았다. 이후 10월 7일 자다르 공군기지에서 이틀간의 협상이 시작되었다. 협상에는 자다르 JNA 사령관 부코비치, 대령 트르프코 즈드라브코프스키, 몸칠로 페리시치 대령이 참여했다. 소령 크레쇼 야코비나가 크로아티아군 총참모부를, 툴리치치가 지역 방위 사령부를 대표하여 협상에 임했다. 자다르 민간 대표 이보 리블랴니치와 도마고이 케로의 추가 의견을 받아들여, 정전은 10월 10일 정오에 발효되었다. 10월 8일, 협상 중 크로아티아는 유고슬라비아 사회주의 연방공화국으로부터의 독립을 선언했다.

## 여파

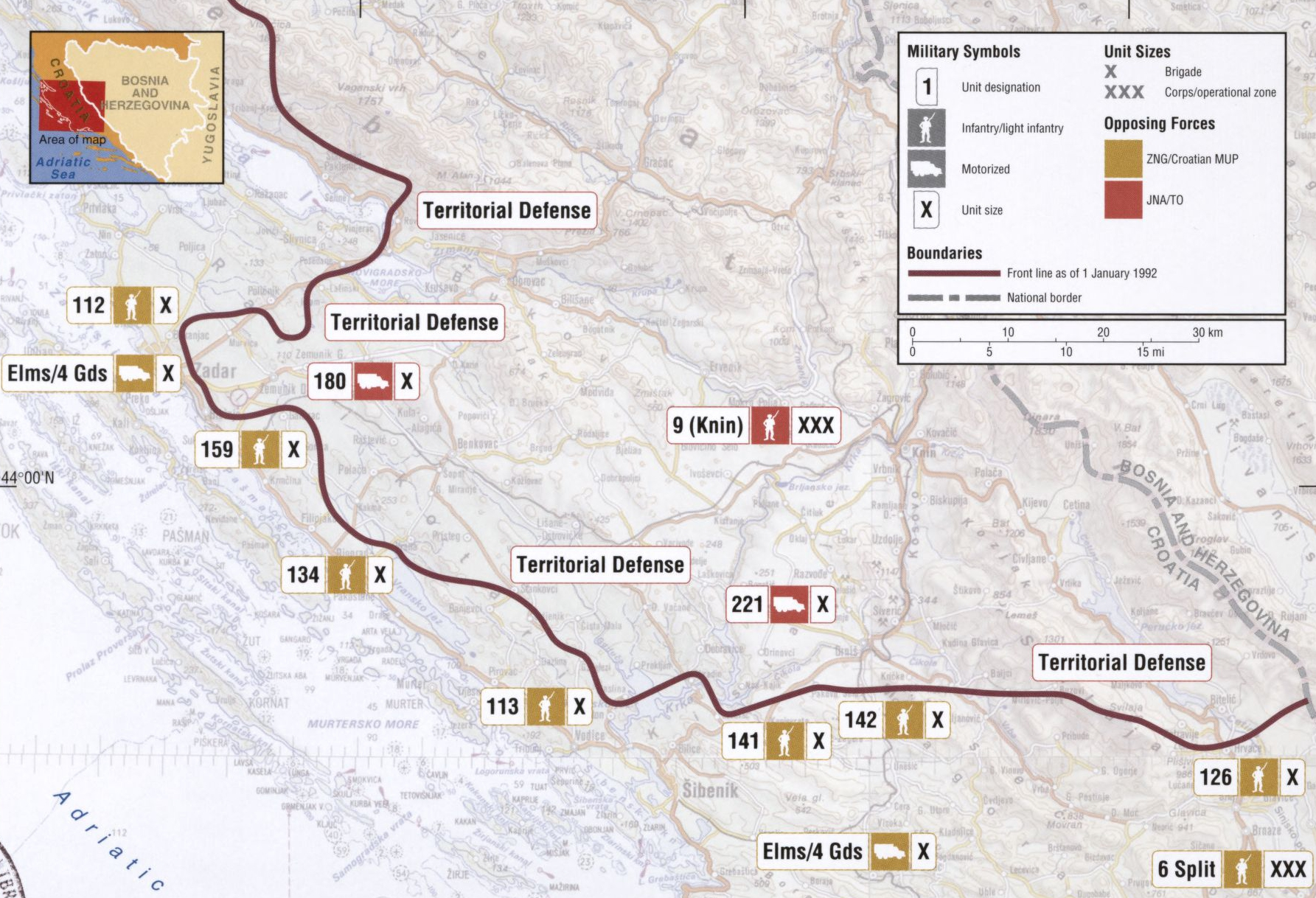
1992년 1월 기준 북달마티아 전황 지도

JNA 제9(크닌) 군단은 9월 하반기 크로아티아군에 대한 전반적인 공세가 시작되기 전 이미 아드리아 고속도로를 막고 달마티아를 크로아티아의 나머지 지역으로부터 거의 완전히 고립시킨 마슬레니차 다리를 점령함으로써 할당된 임무의 상당 부분을 완료했다. 이러한 고립은 10월 13일까지 지속된 유고슬라비아 해군 봉쇄로 더욱 강화되었다. 그러나 정전 협정으로 JNA의 포위가 끝났고, 파그섬 도로를 통해 자다르로 가는 보급로가 열렸다. JNA는 도시 외곽에 남아 ZNG 방어선을 위협했다. ZNG와 경찰은 포병과 기갑 부대의 지원을 받는 JNA 병력을 견딜 수 없었지만, 자다르를 지켜냈다. 도시는 매년 10월 6일을 방어의 날로 기념한다.
정전 협정은 JNA 자다르 주둔군의 철수도 규정했다. 6개의 막사와 3,750명에 달하는 병력의 철수는 10월 11일에 시작되어 15일 만에 완료되었다. JNA는 2,190~2,250 트럭 분량의 무기와 장비, 그리고 JNA 인원 및 그 가족의 개인 소지품을 철수시켰다. 철수된 인원과 장비는 크로아티아 영토 밖으로 이동해야 했고, JNA는 이를 준수했으나 포병(주로 SAO 크라이나 TO를 위해 남겨짐)은 예외였다. JNA는 또한 해당 지역의 SAO 크라이나 TO에 20트럭 분량의 무기를 이전했다. 10월 18일, ZNG 독립 벤코바츠–스탄코브치 대대는 제112 여단 제1대대와 합쳐져 제134 보병여단을 창설했다.
ZNG, 경찰 또는 JNA의 정확한 사상자 수는 보고된 바 없다. 자다르에서는 1991년 9월과 10월 포격으로 민간인 34명이 사망하고 120채의 건물이 손상되었다. 페리시치와 믈라디치를 포함한 JNA 장교 19명은 민간인에 대한 전쟁 범죄로 크로아티아 법원에서 궐석재판을 받아 유죄 판결을 받고 투옥되었다.

### 전투 재개
JNA가 자다르 주둔군 철수를 완료한 후, 도시 북쪽에 있던 부대는 재편성하여 11월 18일 보병 및 기갑 부대를 동원하여 포병 사격과 근접항공지원의 지원을 받으며 새로운 공세를 시작했다. 공격은 슈카브르냐, 고리차, 나딘, 제무니크도니 마을을 목표로 했다. 슈카브르냐는 JNA 제63 공수여단 대대의 공중강습 후 첫 날 점령되었고, 나딘은 11월 19일 함락되었다. 슈카브르냐 공격 중 및 직후, JNA와 이를 지원하는 SAO 크라이나 TO군은 민간인 39명과 ZNG 병사 14명을 살해했으며, 이는 슈카브르냐 학살로 알려지게 되었다. 희생자 중 일부는 마을의 공동묘지에 묻혔다. 27명의 희생자는 전쟁 종료 후인 1995년에 발굴되었다. 나딘에서는 민간인 7명이 추가로 살해되었다.
11월 21일 JNA와 SAO 크라이나 TO는 마슬레니차 다리를 파괴하고 자다르 지역 우측면의 노비그라드, 프리드라가, 팔류브, 포드그라디나로 주력을 재배치하기 시작했다. 이러한 노력은 1991년 12월 31일 ~ 1992년 1월 1일에 절정에 달했으며, 이때 네 개의 정착지가 점령되었다. 1월 3일 JNA는 폴리치니크와 제무니크 도니를 공격하여 다시 파그와 자다르로 가는 도로를 위협했지만, 진격은 실패했다. 공세 기간 동안 자다르는 포병 포격을 받았다. JNA 제9(크닌) 군단의 피로바츠(자다르 동쪽) 아드리아 해안 진격 계획은 1991년 12월 30일까지 "우다르 91"(Udar 91)이라는 암호명으로 작성되었지만 실행되지는 않았다. 이 시기에는 SAO 크라이나 군대는 더 많은 전쟁 범죄가 자행했는데, 12월 21일 브루슈카 학살에서 민간인 9명과 JNA 병사 1명이 살해된 사건이 포함된다. 전투는 1월 3일 유엔 특사 사이러스 밴스가 중재한 밴스 계획에 기반한 새로운 정전 협정이 발효되면서 다시 중단되었다.
1992년 초, 독립 슈카브르냐 대대는 제159 보병여단 제1대대가 되었다. 1992년 5월 22일 밤부터 23일 아침까지 크로아티아군이 크리지 언덕(자다르 남동쪽 비빈예 근처)을 점령하면서 전장 통제권이 약간 바뀌었다. 이로 인해 아드리아 고속도로의 안보가 향상되었다. 또 다른 변화는 1993년 1월-2월에 크로아티아군이 마슬레니차 작전에서 자다르 내륙 지역 일부를 탈환하면서 발생했다. 이 지역의 나머지 부분은 1995년 8월 폭풍 작전 (1995년) 중 크로아티아에 의해 탈환되었다.

## 참고 문헌
도서
- Armatta, Judith (2010). 《Twilight of Impunity: The War Crimes Trial of Slobodan Milosevic》. Durham, North Carolina: 듀크 대학교 출판부. ISBN 978-0-8223-4746-0.
- 중앙정보국, Office of Russian and European Analysis (2002). 《Balkan Battlegrounds: A Military History of the Yugoslav Conflict, 1990–1995》. Washington, D.C.: Central Intelligence Agency. ISBN 9780160664724. OCLC 50396958.
- 《Eastern Europe and the Commonwealth of Independent States》. London, England: Routledge. 1999. ISBN 978-1-85743-058-5.
- Hoare, Marko Attila (2010). 〈The War of Yugoslav Succession〉.   Ramet, Sabrina P. 《Central and Southeast European Politics Since 1989》. Cambridge, England: Cambridge University Press. 111–136쪽. ISBN 978-1-139-48750-4.
- Ramet, Sabrina P. (2006). 《The Three Yugoslavias: State-Building And Legitimation, 1918–2006》. Bloomington, Indiana: 인디애나 대학교 출판부. ISBN 978-0-253-34656-8.
- Silber, Laura; Little, Allan (1996). 《The Death of Yugoslavia》. London, England: 펭귄 북스. ISBN 978-0-14-026168-4.
- Thomas, Nigel; Mikulan, Krunislav (2006). 《The Yugoslav Wars (1): Slovenia & Croatia 1991–95》. Oxford, England: 오스프리 퍼블리싱. ISBN 978-1-84176-963-9.
- Woodward, Susan L. (1995). 《Balkan Tragedy: Chaos and Dissolution after the Cold War》. Washington, D.C.: 브루킹스 연구소. ISBN 9780815722953.

학술지 논문
- Brigović, Ivan; Radoš, Ivan (May 2011). 《Zločin Jugoslavenske narodne armije i srpskih postrojbi nad Hrvatima u Škabrnji i Nadinu 18.-19. studenoga 1991. godine》 [1991년 11월 18-19일 유고슬라비아 인민군(YPA)과 세르비아 부대에 의해 슈카브르냐와 나딘에서 크로아트인들에게 저질러진 범죄]. 《Croatology》 (크로아티아어) 1 (University of Zagreb Center for Croatian Studies). 1–23쪽. ISSN 1847-8050.
- Brigović, Ivan (October 2011). 《Odlazak Jugoslavenske narodne armije s područja Zadra, Šibenika i Splita krajem 1991. i početkom 1992. godine》 [1991년 말과 1992년 초 자다르, 시베니크, 스플리트 지역에서 유고슬라비아 인민군의 철수]. 《Journal of Contemporary History》 (크로아티아어) 43 (Croatian Institute of History). 415–452쪽. ISSN 0590-9597.
- Čerina, Josip (July 2008). 《Branitelji benkovačkog kraja u Domovinskom ratu》 [크로아티아 독립 전쟁의 벤코바츠 지역 방어자들]. 《Drustvena Istrazivanja: Journal for General Social Issues》 (크로아티아어) 17 (Institute of Social Sciences Ivo Pilar). 415–435쪽. ISSN 1330-0288.
- Ružić, Slaven (December 2011). 《Razvoj hrvatsko-srpskih odnosa na prostoru Benkovca, Obrovca i Zadra u predvečerje rata (ožujak - kolovoz 1991. godine)》 [전쟁 전 벤코바츠, 오브로바츠, 자다르 지역에서 크로아티아-세르비아 관계 발전 (1991년 3월~8월)]. 《Journal - Institute of Croatian History》 (크로아티아어) 43 (Institute of Croatian History, Faculty of Philosophy Zagreb). 399–425쪽. ISSN 0353-295X.

뉴스 보도
- “Memorijalni centar "Brdo Križ"” [크리지 언덕 기념 센터] (크로아티아어). 057info. 2009년 4월 16일. 2013년 12월 3일에 원본 문서에서 보존된 문서.
- “Nadin ponosan na svoje žrtve” [나딘은 희생자들을 자랑스럽게 여긴다] (크로아티아어). 057info. 2011년 11월 20일. 2013년 12월 3일에 원본 문서에서 보존된 문서.
- “Samostalnom škabrnjskom bataljunu prvo državno odličje” [독립 슈카브르냐 대대, 첫 국가 훈장 수여] (크로아티아어). 057info. 2011년 8월 28일. 2013년 12월 3일에 원본 문서에서 보존된 문서.
- Bellamy, Christopher (1992년 10월 10일). “크로아티아, 무기 금수 조치 회피를 위해 '연락망' 구축”. 《인디펜던트》. 2014년 10월 29일에 원본 문서에서 보존된 문서.
- Brkić, Velimir (2013년 1월 3일). “크로아티아 독립 전쟁에서 세르비아군의 첫 패배”. 《자다르스키 리스트》 (크로아티아어). 2013년 11월 11일에 원본 문서에서 보존된 문서.
- Engelberg, Stephen (1991년 3월 3일). “베오그라드, 크로아티아 마을에 병력 파견”. 《The New York Times》. 2013년 10월 2일에 원본 문서에서 보존된 문서.
- Klarica, Siniša (2011년 9월 23일). “막사 점령으로 JNA의 자다르 전차 진입 계획 좌절”. 《자다르스키 리스트》 (크로아티아어). 2013년 12월 3일에 원본 문서에서 보존된 문서.
- “유고슬라비아: 군, 크로아티아의 여러 도시에서 철수”. 《로스앤젤레스 타임스》. 1991년 9월 29일. 2013년 12월 4일에 원본 문서에서 보존된 문서.
- “페리시치, 자다르 포격으로 14년째 수배 중” [페리시치, 자다르 포격으로 14년째 수배 중]. 《노비 리스트》 (크로아티아어). HINA. 2013년 3월 1일. 2013년 12월 4일에 원본 문서에서 보존된 문서.
- Sudetic, Chuck (1991년 4월 2일). “반군 세르브인들, 유고슬라비아 통합의 균열 복잡하게 만들어”. 《The New York Times》. 2013년 10월 2일에 원본 문서에서 보존된 문서.
- Sudetic, Chuck (1991년 8월 20일). “크로아티아 휴전 붕괴 위기”. 《The New York Times》.
- Šurina, Maja (2011년 11월 18일). “슈카브르냐 학살은 막을 수 있었을까?” [슈카브르냐 학살은 막을 수 있었을까?] (크로아티아어). tportal.hr. 2013년 12월 3일에 원본 문서에서 보존된 문서.
- “유고슬라비아 불안 고조, 도로 봉쇄”. 《The New York Times》. 로이터. 1990년 8월 19일. 2013년 9월 21일에 원본 문서에서 보존된 문서.
- Vidović, Ante (2011년 11월 21일). “스탄코브치 대대에 관한 책이 쓰여질 것이다” [스탄코브치 대대에 관한 책이 쓰여질 것이다]. 《자다르스키 리스트》 (크로아티아어). 2013년 12월 3일에 원본 문서에서 보존된 문서.
- Zrinjski, Marijana (2007년 10월 6일). “자다르, 국방의 날 기념” [자다르, 국방의 날을 기념하다]. 《나시오날》 (크로아티아어). 2013년 12월 3일에 원본 문서에서 보존된 문서. 2013년 5월 31일에 확인함.

기타 자료
- Nazor, Ante (September 2010). 《Dokumenti o napadnim operacijama JNA i pobunjenih Srba u Dalmaciji 1991. (I. DIO)》 [1991년 달마티아에서 JNA와 반군 세르브인의 공격 작전 문서 (1부)]. 《흐르바츠키 보이닉》 (크로아티아어) (크로아티아 국방부). ISSN 1333-9036. 2013년 11월 30일에 원본 문서에서 보존된 문서. 2013년 5월 31일에 확인함.
- Nazor, Ante (October 2010). 《Dokumenti o napadnim operacijama JNA i pobunjenih Srba u Dalmaciji 1991. (II. DIO)》 [1991년 달마티아에서 JNA와 반군 세르브인의 공격 작전 문서 (2부)]. 《Hrvatski Vojnik》 (크로아티아어) (Ministry of Defence (Croatia)). ISSN 1333-9036. 2013년 11월 30일에 원본 문서에서 보존된 문서. 2013년 5월 31일에 확인함.
- Nazor, Ante (October 2010). 《Dokumenti o napadnim operacijama JNA i pobunjenih Srba u Dalmaciji 1991. (III. DIO)》 [1991년 달마티아에서 JNA와 반군 세르브인의 공격 작전 문서 (3부)]. 《Hrvatski Vojnik》 (크로아티아어) (Ministry of Defence (Croatia)). ISSN 1333-9036. 2013년 11월 30일에 원본 문서에서 보존된 문서. 2013년 5월 31일에 확인함.
- Nazor, Ante (October 2010). 《Dokumenti o napadnim operacijama JNA i pobunjenih Srba u Dalmaciji 1991. (V. DIO)》 [1991년 달마티아에서 JNA와 반군 세르브인의 공격 작전 문서 (5부)]. 《Hrvatski Vojnik》 (크로아티아어) (Ministry of Defence (Croatia)). ISSN 1333-9036. 2013년 11월 30일에 원본 문서에서 보존된 문서.
- Nazor, Ante (October 2010). 《Dokumenti o napadnim operacijama JNA i pobunjenih Srba u Dalmaciji 1991. (VI. DIO)》 [1991년 달마티아에서 JNA와 반군 세르브인의 공격 작전 문서 (6부)]. 《Hrvatski Vojnik》 (크로아티아어) (Ministry of Defence (Croatia)). ISSN 1333-9036. 2013년 11월 30일에 원본 문서에서 보존된 문서. 2013년 5월 31일에 확인함.
- Nazor, Ante (November 2010). 《Dokumenti o napadnim operacijama JNA i pobunjenih Srba u Dalmaciji 1991. (VII. DIO)》 [1991년 달마티아에서 JNA와 반군 세르브인의 공격 작전 문서 (7부)]. 《Hrvatski Vojnik》 (크로아티아어) (Ministry of Defence (Croatia)). ISSN 1333-9036. 2013년 11월 30일에 원본 문서에서 보존된 문서. 2013년 5월 31일에 확인함.
- “언론 보도에 대한 성명” [언론 보도에 대한 성명] (크로아티아어). State Attorney's Office of Croatia. 2007년 3월 14일. 2013년 12월 3일에 원본 문서에서 보존된 문서.
- “검찰 대 밀란 마르티치 – 판결” (PDF). 구유고슬라비아 국제형사재판소. 2007년 6월 12일.